# Kiss (альбом)
Kiss (с англ. — «Поцелуй») — одноимённый дебютный студийный альбом американской рок-группы Kiss, вышедший в 1974 году.

## Об альбоме
Большая часть песен с альбома была написана Джином Симмонсом и Полом Стэнли в то время, когда они были участниками группы Wicked Lester. По мнению Симмонса, процесс записи и сведения альбома занял около трёх недель, в то время как продюсер альбома Ричи Уайз заявил, что это заняло всего 13 дней.
Диск имел относительно неплохие продажи, и получил статус золотого 8 июня 1977 года. На каждом концерте группы обязательно исполнялась одна или несколько песен с этого альбома.
Обложка альбома пародирует обложку альбома With the Beatles группы The Beatles. Обложка вышедшего в том же году альбома Queen II группы Queen, в свою очередь, напоминает обложку Kiss.
Песня «Strutter» входит в саундтрек игры Grand Theft Auto: San Andreas и используется в игре Guitar Hero.
Американская трэш-метал группа Death Angel записала кавер на песню «Cold Gin», вошедшую в альбом Frolic Through the Park 1988 года.

## Список композиций
| №                   | Название            | Автор(ы)            | Основной вокал      | Длительность |
| ------------------- | ------------------- | ------------------- | ------------------- | ------------ |
| 1.                  | «Strutter»          | Стэнли, Симмонс     | Стэнли              | 3:10         |
| 2.                  | «Nothin’ to Lose»   | Симмонс             | Симмонс, Крисс      | 3:27         |
| 3.                  | «Firehouse»         | Стэнли              | Стэнли              | 3:17         |
| 4.                  | «Cold Gin»          | Фрейли              | Симмонс             | 4:22         |
| 5.                  | «Let Me Know»       | Стэнли              | Симмонс, Стэнли     | 2:58         |
| Общая длительность: | Общая длительность: | Общая длительность: | Общая длительность: | 17:14        |

| №                   | Название               | Автор(ы)                       | Основной вокал              | Длительность |
| ------------------- | ---------------------- | ------------------------------ | --------------------------- | ------------ |
| 6.                  | «Kissin’ Time»         | Кал Манн, Берни Лоу            | Симмонс, Стэнли, Крисс      | 3:52         |
| 7.                  | «Deuce»                | Симмонс                        | Симмонс                     | 3:06         |
| 8.                  | «Love Theme from Kiss» | Фрейли, Стэнли, Симмонс, Крисс | инструментальное исполнение | 2:24         |
| 9.                  | «100,000 Years»        | Стэнли, Симмонс                | Стэнли                      | 3:22         |
| 10.                 | «Black Diamond»        | Стэнли                         | Крисс, Стэнли (вступление)  | 5:13         |
| Общая длительность: | Общая длительность:    | Общая длительность:            | Общая длительность:         | 17:57        |

## Участники записи
| KISS: - Пол Стэнли — ритм-гитара, вокал - Эйс Фрейли — соло-гитара, бэк-вокал в «Nothin’ to Lose» и «Black Diamond» - Джин Симмонс — бас-гитара, вокал - Питер Крисс — ударные, вокал Дополнительный персонал: - Брюс Фостер — пианино в «Nothin’ to Lose», дополнительная гитара - Уоррен Дьюи — пожарная машина на «Firehouse», звукорежиссёр | Производственный персонал: - Кенни Кёрнер — продюсер - Ричи Уайз — продюсер - Джо Брескио — мастеринг - Джордж Марино — мастеринг - Роберт Локарт — арт-директор, дизайн - Джоэл Бродский — фотография |

## Сертификации
| Регион                                                      | Сертификация | Продажи  |
| ----------------------------------------------------------- | ------------ | -------- |
| Канада (Music Canada)                                       | Золотой      | 50 000^  |
| США (RIAA)                                                  | Золотой      | 500 000^ |
| ^ Данные о тиражах приведены только на основе сертификации. |              |          |